# AT&T Communications
AT&T Communications, LLC es una división de la empresa estadounidense AT&T que se enfoca en telefonía móvil, banda ancha, telefonía fija, seguridad del hogar, seguridad de red y servicios comerciales. La división alberga AT&T Mobility, AT&T Internet, AT&T Phone, AT&T Labs, AT&T Digital Life y AT&T Cybersecurity. En 2021, DirecTV se escindió en una empresa independiente en la que AT&T retiene una participación del 70%, mientras que la firma de capital privado TPG Capital posee el 30%.

## Historia e información
El 28 de julio de 2017, AT&T anunció una nueva división de vivienda de AT&T Communications AT&T Mobility, DirecTV, U-Verse, AT&T Business, AT&T Intellectual Property, AT&T Labs, Cricket Wireless, AT&T Digital Life, Vyatta, AT&T Adworks, y Grupo de Tecnología y Operaciones.
En octubre de 2016, AT&T anunció un acuerdo para adquirir Time Warner por un valor de $ 85.4 mil millones (incluida la supuesta deuda de Time Warner). El acuerdo propuesto otorgaría a AT&T participaciones significativas en la industria de los medios de comunicación; El competidor de AT&T Comcast había adquirido previamente NBCUniversal en una oferta similar para aumentar sus tenencias de medios, en concierto con su propiedad de proveedores de televisión e internet. Si es aprobada por los reguladores federales, la fusión colocaría las propiedades de Time Warner bajo el mismo paraguas que las participaciones de telecomunicaciones de AT&T, incluido el proveedor de satélites DirecTV.

A fines de julio, la compañía anunció que, a partir del 1 de agosto, se creó una nueva estructura antes de que se cerrara la adquisición. Esta estructura hace que John Donovan obtenga el título de CEO de la nueva división subsidiaria de AT&T Communications, LLC (incorporada ese mismo día después de un pago de dividendos). AT&T nombró a John Stankey para dirigir los negocios mediáticos de Time Warner y a John Donovan como CEO de AT&T Communications antes de la adquisición de Time Warner.
En noviembre de 2017, el Departamento de Justicia dijo que se estaba moviendo para demandar y para bloquear la fusión de AT&T-Time Warner. El 20 de noviembre de 2017, el Departamento de Justicia presentó una demanda antimonopolio por la adquisición; Makan Delrahim declaró que el acuerdo "dañaría enormemente a los consumidores estadounidenses". AT&T afirma que esta demanda es una "salida radical e inexplicable de décadas de precedentes antimonopolio". El 22 de diciembre de 2017, el plazo del acuerdo de fusión se extendió hasta el 21 de junio de 2018. El 12 de junio de 2018, la fusión de AT & T-Time Warner fue aprobada por un juez federal. Dos días después, AT&T completó la adquisición de Time Warner y un día después, la compañía pasó a llamarse WarnerMedia.
El 10 de julio de 2018, AT&T anunció que adquiriría el inicio de la ciberseguridad AlienVault por un monto no revelado. La Adquisición terminó el 22 de agosto de 2017.
AT&T en el Año 2019 cambia el nombre de Alienvault a AT&T Cybersecurity.

## AT&T Communications (1984-2010)

Line through western Montana, 1934

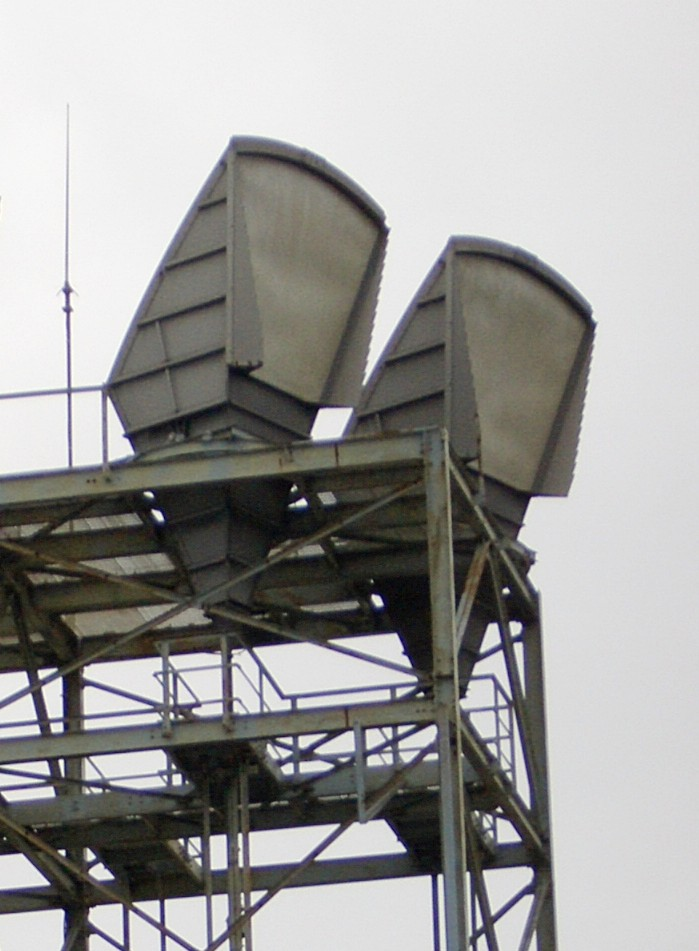
Horn reflector antennas on AT&T Long Lines microwave relay station, Seattle, Washington

### AT&T Long Lines
La red American Telephone & Telegraph Long Lines cable, cable y microondas radio relay brindó servicios de larga distancia a AT&T y sus clientes. La conexión a otros países de los Estados Unidos comenzó aquí. Para la década de 1970, el 95% de la distancia y el 70% de las llamadas telefónicas interurbanas en los Estados Unidos fueron realizadas por AT&T.

Antes de utilizar el relé de microondas y cable coaxial's, AT&T usó líneas para el servicio de larga distancia. En 1911, el sistema conectaba Nueva York a Denver. La introducción de torres repetidoras permitió que tales conexiones llegaran a través de América del Norte. En la década de 1930, la compañía experimentó con cable coaxial de larga distancia. El primer enlace coaxial de larga distancia L-carrier en 1936 conectó Filadelfia y Ciudad de Nueva York. Con la mejora de klystron s y otros dispositivos diseñados para Segunda Guerra Mundial, se determinó rápidamente que las redes de transmisión eran fáciles de construir, especialmente en regiones montañosas y terrenos accidentados. Los sistemas coaxiales conectaron todas las ciudades principales de los EE. UU., Pero los enlaces principales usaban microondas.
La apertura formal de la conexión de costa a costa de los Estados Unidos se realizó el 17 de agosto de 1951, a través del centro de control de red de AT&T en Ciudad de Nueva York.
Un discurso presidencial de Harry Truman en la Conferencia de Paz de San Francisco el 4 de septiembre de 1951 Abrió la red, demostrando servicio de televisión de costa a costa. El primer programa programado para usarlo fue el See It Now de Edward R. Murrow el 18 de noviembre de 1951. Más tarde, la red permitió eventos como American Bandstand y ABC  Monday Night Football se transmitirá en vivo a nivel nacional y se permitirá la distribución de eventos deportivos regionales, como los partidos de fútbol del sábado antes de la adopción de comunicaciones por satélite en la década de 1970.
En la década de 1980, las alternativas complementaron lo que estaba en su lugar.
Long Lines publicó brevemente una publicación periódica,  TWX , dirigida a las empresas que utilizaron los equipos y servicios de AT&T, en particular TeletypeWriter eXchange, de donde tomó su nombre. El periódico se suspendió en 1952.

### Marcación a distancia directa
En 1950, los cinco condados de Nueva York se marcaron desde varias comunidades en Nueva Jersey con los dígitos '1-1' seguidos del número de teléfono de 7 dígitos. Si bien a la Ciudad de Nueva York se le asignó el código de área 212 al comienzo del formato Código de área en octubre de 1947, no sería hasta más tarde en la década de 1950 cuando Englewood, Nueva Jersey, los clientes marcarían su llama a la ciudad de Nueva York usando los dígitos 2-1-2. El uso del código '11 + 'de Englewood (y otras partes del noreste de Nueva Jersey) para llamar a la ciudad de Nueva York estuvo vigente durante un tiempo, incluso antes de 1951. Los cinco condados de la ciudad de Nueva York también habían estado marcando el noreste de Nueva Jersey como 11+ las dos letras y los cinco dígitos del número de Nueva Jersey también por un tiempo antes de 1951 y hasta la década de 1950.

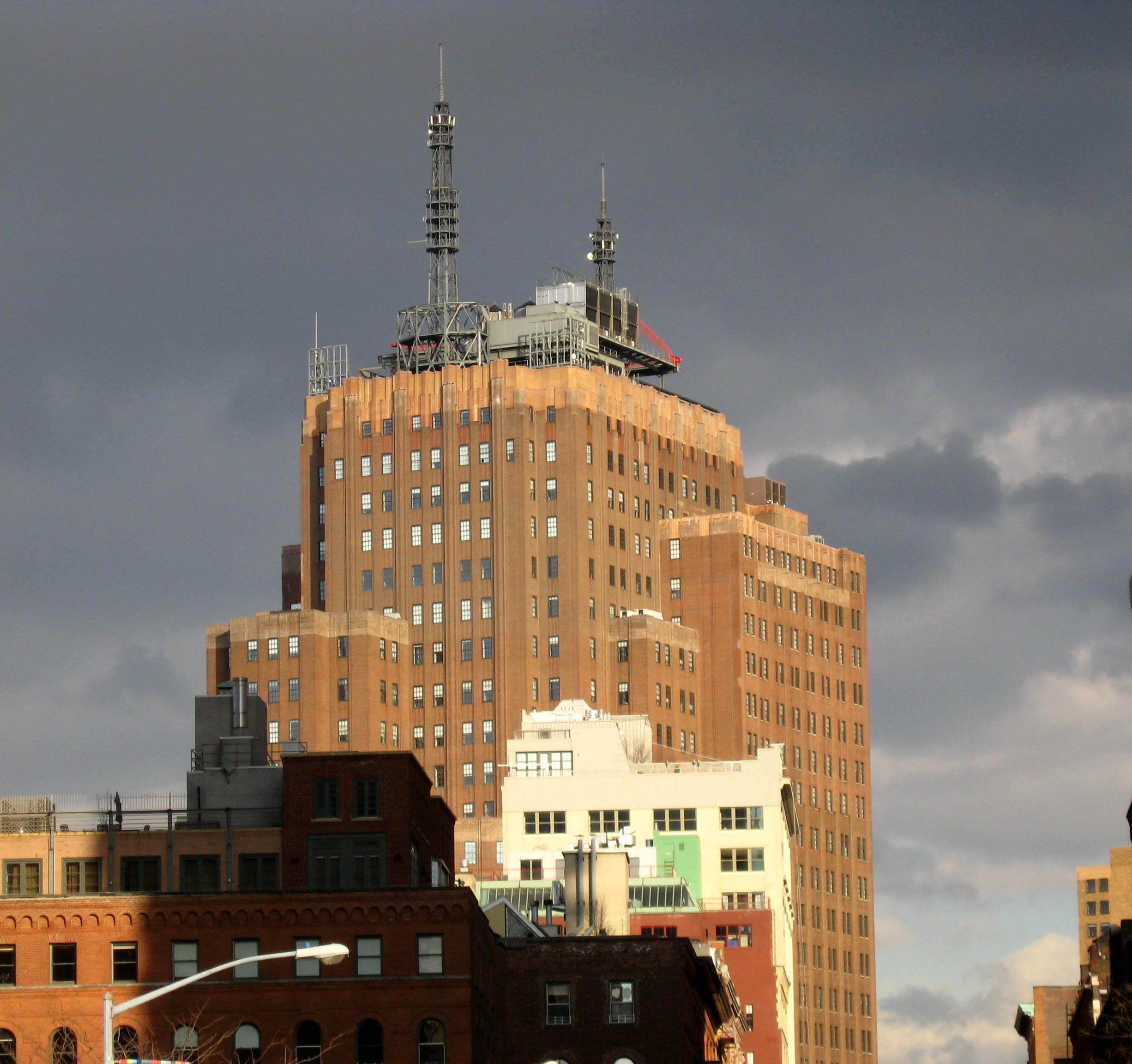
32 Avenue of the Americas, New York headquarters and principal switching center of AT&T Long Lines in mid 20th century; still used in 2008

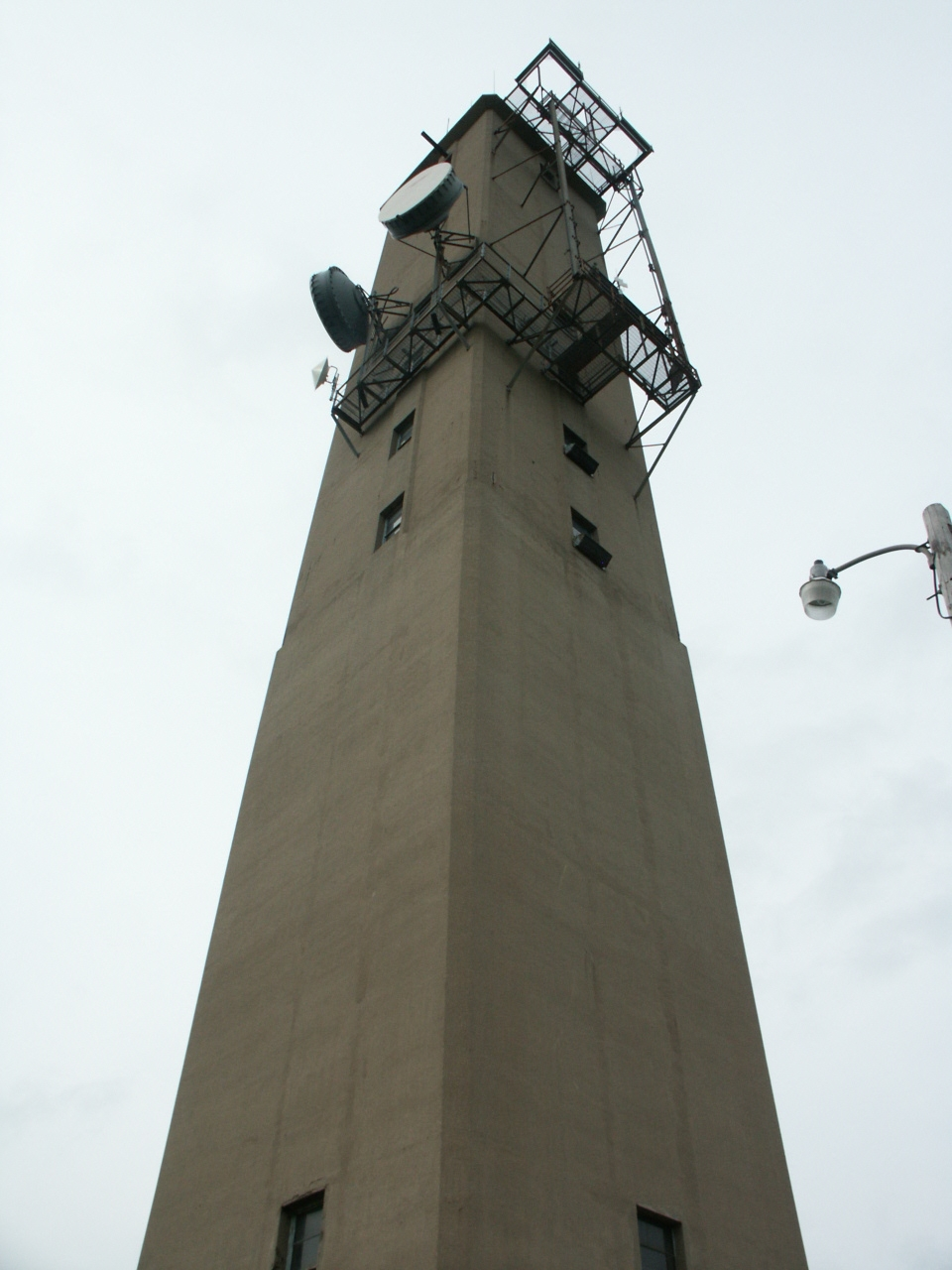
Long Lines relay tower in Indiana

El uso del código de área 201 para llamar a Nueva Jersey desde la ciudad de Nueva York no comenzó hasta la década de 1950. Otras ciudades en el noreste de Nueva Jersey eran viables en 1951 (y durante algunos años antes) de Englewood simplemente marcando las dos letras del nombre de intercambio y los cinco dígitos restantes. Además de la ciudad de Nueva York, la parte de Condado de Nassau de Long Island se podía marcar desde Englewood y Teaneck usando el código de área 516. También Condado de Westchester, Condado de Rockland, y partes de Naranja y Putnam Los condados también se podían marcar desde Englewood y Teaneck en 1951 usando el código de área 914.
A principios del siglo XX, las compañías telefónicas organizaron un proceso de "Separación y liquidación" mediante el cual Long Lines y las compañías locales dividían los ingresos de las llamadas de larga distancia de acuerdo con sus respectivos costos. La llegada de mediados de siglo de los sistemas de microondas y otros sistemas de alta capacidad redujo drásticamente el costo de las operaciones de larga distancia, pero los precios no disminuyeron proporcionalmente. Más bien, la fracción local del reparto de ingresos aumentó para subsidiar el servicio local.

### AT&T Communications
AT&T Communications se convirtió en una de las tres unidades de ventas principales de AT&T después de la reorganización de los activos.
AT&T dividió AT&T Communications en 22 compañías operativas, sirviendo a las regiones de cada Bell Operating Company que se escindió. Algunas de estas empresas están operando actualmente:
- AT&T Communications of Indiana, G.P.
- AT&T Communications of New York, Inc.
- AT&T Communications of Virginia, LLC
- AT&T Communications of Washington D.C., LLC

Las otras compañías, que se fusionaron en AT&T Corp., incluyeron:
- AT&T Communications of California, Inc.
- AT&T Communications of Delaware, Inc.
- AT&T Communications of Illinois, Inc.
- AT&T Communications of Maryland, LLC
- AT&T Communications of Michigan, Inc.
- AT&T Communications of New England, Inc.
- AT&T Communications of Nevada, Inc.
- AT&T Communications of NJ, L.P.
- AT&T Communications of Ohio, Inc.
- AT&T Communications of Pennsylvania, LLC
- AT&T Communications of the Midwest, Inc.
- AT&T Communications of the Mountain States, Inc.
- AT&T Communications of the Pacific Northwest, Inc.
- AT&T Communications of the South Central States, LLC
- AT&T Communications of the Southern States, LLC
- AT&T Communications of the Southwest, Inc.
- AT&T Communications of West Virginia, Inc.
- AT&T Communications of Wisconsin, L.P.

Tras la Ley de Telecomunicaciones de 1996, AT&T Communications comenzó a revender Bell Operating Company: proporcionó un servicio telefónico a precios más bajos para competir con Baby Bells. Sus nombres eran: Ameritech, Bell Atlantic, BellSouth, NYNEX, Pacific Telesis, Southwestern Bell y US West.
La campaña publicitaria que tuvo un gran atractivo se llamó AT&T CallVantage.

## Fusión de AT&T con SBC Communications
En 2005, SBC Communications compró AT&T Corporation , la empresa matriz de AT&T Communications. SBC ya había estado ofreciendo sus propios servicios de larga distancia a través de SBC Long Distance LLC en su propio territorio en competencia con otras compañías de larga distancia. Como resultado, AT&T Communications se reorientó para buscar nuevos clientes fuera de la región de los 13 estados de AT&T atendidos por sus Bell Operating Companies.
En 2010, AT&T Communications (y su filial AT&T Communications de Nueva Inglaterra) se fusionaron en AT&T Corp. En 2012, otras 17 compañías de AT&T Communications se disolvieron en AT&T Corp., dejando solo a las compañías en Indiana, Nueva York, Virginia y Washington D. C. como los últimos remanentes de la estructura creada en 1984. El 28 de julio de 2017, AT&T anunció una nueva división corporativa de AT&T Communications, que albergará AT&T Mobility, DirecTV, U-verse, AT&T Business y Technology and Operations Group.

## AT&T Business
AT&T Business, también conocida como AT&T Business Solutions, es la filial global de soluciones empresariales de AT&T, con más de 3 millones de clientes comerciales en casi 200 países y territorios, incluida casi toda la fortuna del mundo. 1000 empresas. Thaddeus Arroyo es el actual CEO de AT&T Business.